# Валингу
Ва́лингу (эст. Valingu) — деревня на севере Эстонии в волости Сауэ уезда Харьюмаа.  Старейшина деревни — Лейно Рейнола.

## Число жителей
В 2012 году население деревни составляло 252 человека.

## Географическое положение
На севере деревня граничит с Тутермаа, на западе — с Кейла, на юго-западе — с Туула, на юге и востоке — с Айла.

## История

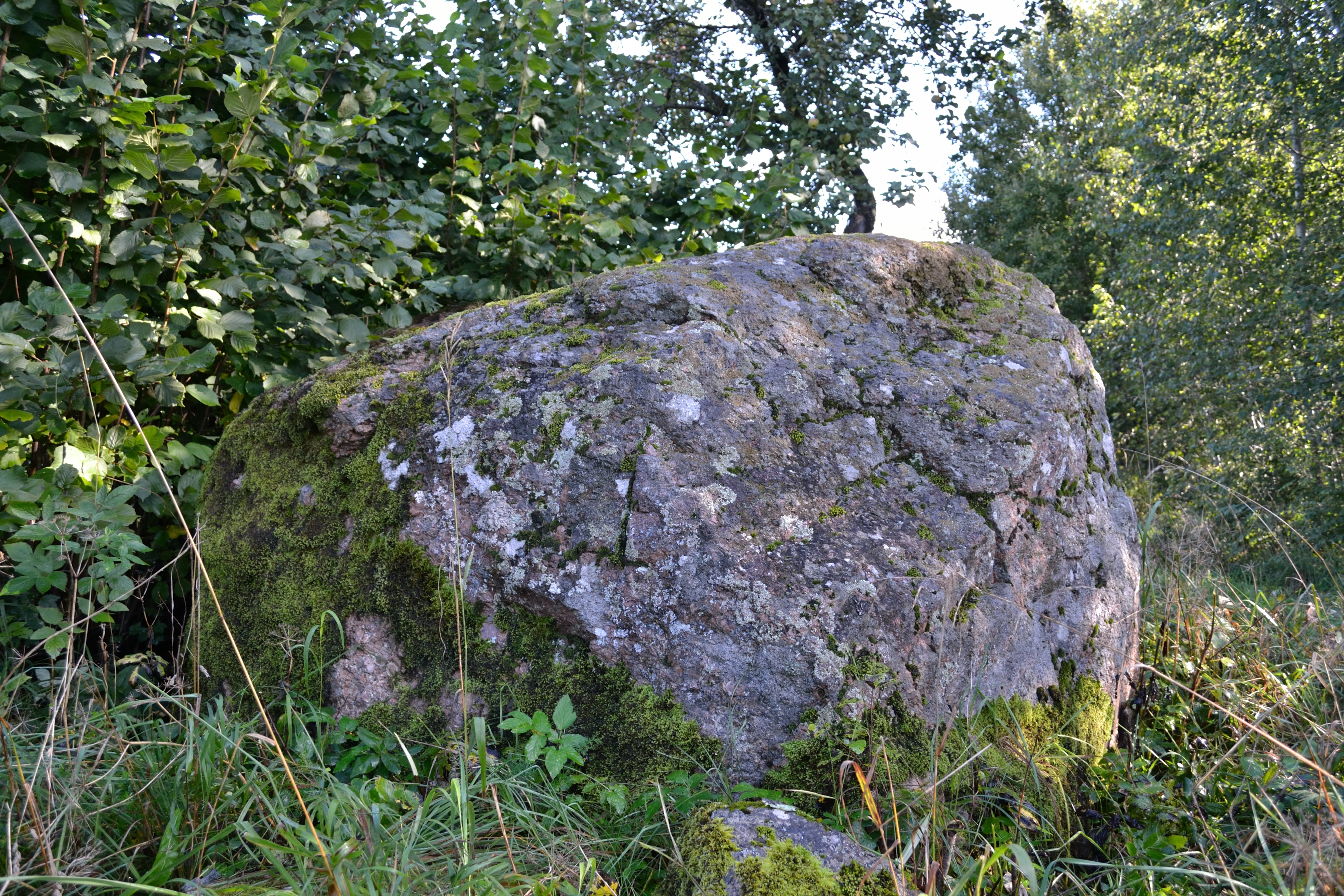
Ритуальный камень в Валингу

На территории Валингу были обнаружены следы поселения железного века и ритуальный камень. Эти объекты представляют археологическую ценность и охраняются государством.
Первые упоминания о деревне содержатся в датской поземельной книге XIII века. Поселение в ней упоминается под названием «Vvalælikæ».
В 1640 году здесь была построена дворянская мыза Валинг (нем. Walling). В XVII веке мыза принадлежала Горнам, Белькам и Шайдингам. В 1733 году владельцем мызы стал Магнус Габриэль фон Кнорринг, в 1761 Беренд Отто фон Мореншильд, а в 1794 Беренд Генрих фон Толль. С 1814 по 1919 усадьбой владели Самсон-фон-Гиммельшерны.
В 1866 году, во время Эстляндской губернии, на основе земель мызы Валингу была создана волость Валингу, которая просуществовала до 1891 и была объединена с волостью Сауэ.

## Природа

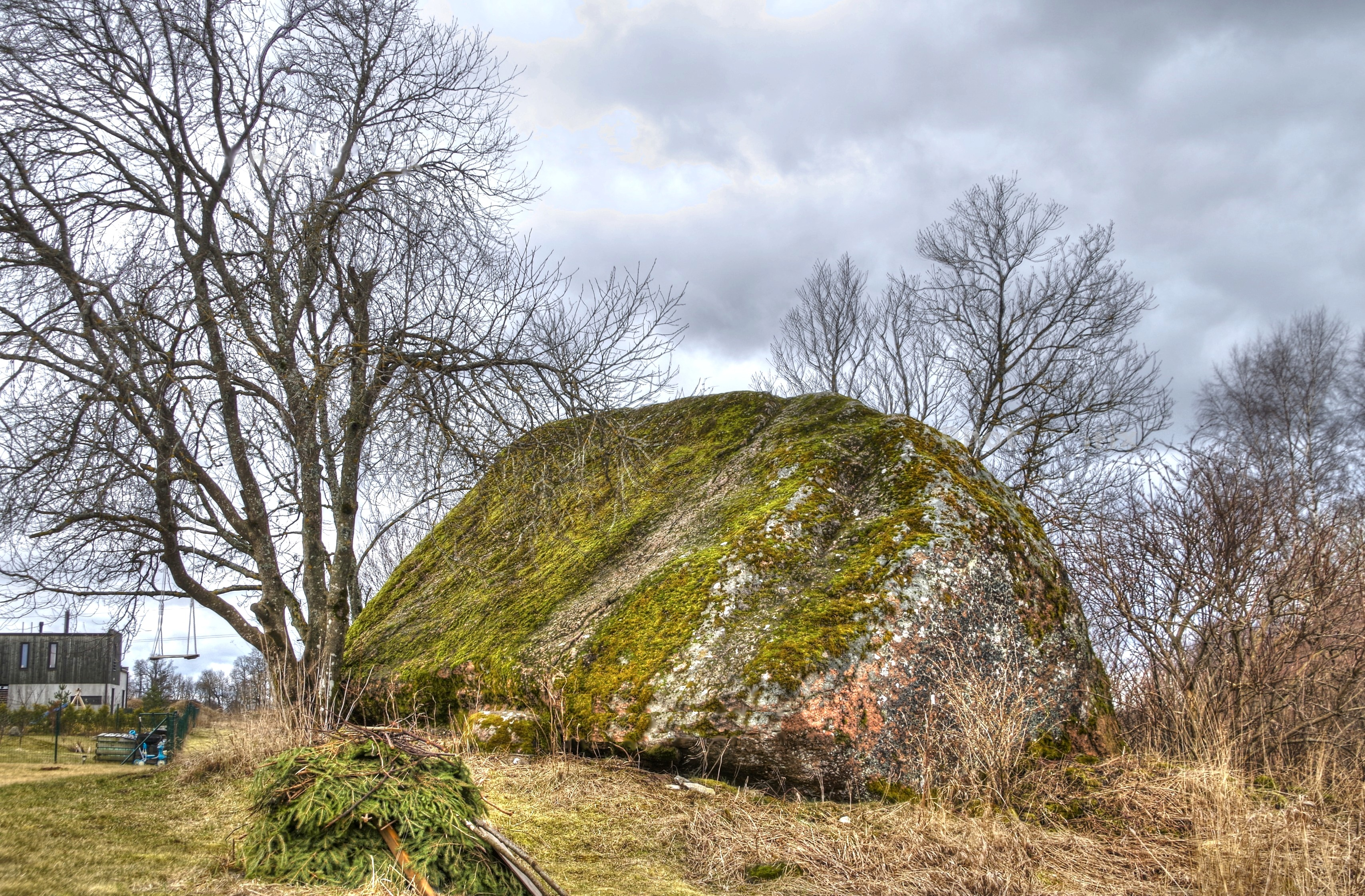
Ледниковый валун Валингу

В Валингу находится большой валун ледникового происхождения с размерами 10,3x6,8x4,7 метров.

## Население
| 2005 | 2006  | 2007  | 2008  | 2009  | 2010  | 2011  | 2012  |
| ---- | ----- | ----- | ----- | ----- | ----- | ----- | ----- |
| 191  | ↗ 194 | ↗ 189 | ↗ 200 | ↗ 222 | ↗ 236 | ↗ 253 | ↘ 252 |

## Транспорт
В деревне есть железнодорожная остановка Валингу железной дороги Таллин — Кейла, открытая в 1958 году. Здесь останавливаются поезда, следующие по железнодорожным маршрутам, соединяющим Таллин c Кейла, Палдиски, Рийзипере, Турба и Клоогаранна.
В Валингу останавливается рейсовый автобус №117, следующий из Таллина в Кейла.